# Stark-pacsirta
A Stark-pacsirta (Spizocorys starki) a madarak osztályának verébalakúak (Passeriformes) rendjébe és a pacsirtafélék (Alaudidae) családjába tartozó faj.

## Rendszerezése
A fajt George Ernest Shelley geológus és ornitológus írta le 1902-ben, a Calandrella nembe Calandrella starki néven. Sorolták a Eremalauda nembe Eremalauda starki néven is. Tudományos faji és magyar nevét Arthur Cowell Stark angol orvos és természettudós tiszteletére kapta.

## Előfordulása
Afrika délnyugati részén, Angola, Botswana, a Dél-afrikai Köztársaság és Namíbia  területén honos.
Természetes élőhelyei a szubtrópusi és trópusi száraz gyepek. Állandó, nem vonuló faj.

## Megjelenése
Testhossza 14 centiméter, testtömege 16-22 gramm.

## Életmódja
Magokkal, rovarokkal és levelekkel táplálkozik. Novembertől júniusig költ.

## Természetvédelmi helyzete
Az elterjedési területe rendkívül nagy, egyedszáma pedig stabil. A Természetvédelmi Világszövetség Vörös listáján nem fenyegetett fajként szerepel.